# Bisdom Brugge
Het Bisdom Brugge  (Latijn: Dioecesis Brugensis) is een bisdom dat met de Belgische provincie West-Vlaanderen samenvalt. De provincie telt 1.200.945 inwoners (provincie West-Vlaanderen, 2020) en het bisdom 10 dekenaten, 339 parochies, 388 eigen priesters en 85 permanente diakens.

## Geschiedenis

### Ancien régime (1559-1801)
Vóór de nieuwe kerkelijke indeling van 1559 was het huidige West-Vlaanderen verdeeld over twee bisdommen: de bisschop van Terwaan bestuurde het westelijk deel, de bisschop van Doornik het oostelijk deel. Op 12 mei 1559 richtte paus Paulus IV het bisdom Brugge op door de bul Super universas, samen met dertien andere bisdommen in de Nederlanden. Het omvatte het noorden van West-Vlaanderen, een deel van Oost-Vlaanderen en een deel van Zeeuws-Vlaanderen. Het overige grondgebied van West-Vlaanderen behoorde tot drie bisdommen: het westen hoorde bij het bisdom Ieper, de streek van Kortrijk bij het bisdom Doornik en de streek van Tielt bij het bisdom Gent. Samen met de bisdommen Ieper, Gent, Antwerpen, 's-Hertogenbosch en Roermond werd het bisdom Brugge ondergeschikt gemaakt aan de aartsbisschoppelijke zetel van Mechelen.
Daarop volgde de bul Ex injuncto door paus Pius IV van 11 maart 1561 waarin de precieze grenzen van het bisdom werden afgebakend, de inkomsten van het bisdom werden geregeld en het kapittel van de kathedraal werd georganiseerd. Het bisdom omvatte niet de hele provincie West-Vlaanderen, aangezien een deel ervan het nieuw opgerichte bisdom Ieper werd, dat zich uitstrekte over de Westhoek en over een aanzienlijk deel van Noord-Frankrijk.
Het bisdom Brugge, met als kathedraal de Sint-Donaaskerk, bleef zonder noemenswaardige problemen werkzaam tot in 1794. De Franse Revolutie en de verovering van de Zuidelijke Nederlanden door de Franse Republiek, maakte er een einde aan.
Als gevolg van het Concordaat van 15 juli 1801 tussen paus Pius VII en Napoleon werden de bisdommen Ieper en Brugge afgeschaft en opgenomen in het bisdom Gent dat overeenkwam met de departementen Leie en Schelde. Het bisdom telde drie bestuurlijke districten (Gent, Ieper, Brugge) en één seminarie dat in Gent gevestigd was.

### Het nieuwe bisdom (1834 tot heden)
Op 27 mei 1834 werd het bisdom Brugge heropgericht door de bul Romanae Ecclesiae van paus Gregorius XVI, met als grondgebied de provincie West-Vlaanderen. Dit samenvallen van kerkelijke en bestuurlijke grenzen was een erfenis van de Franse tijd, waarbij de indeling van het land in departementen als basis werd genomen voor de nieuwe kerkelijke indeling.
Omdat de vroegere Sint-Donaaskathedraal onder de Franse bezetting afgebroken was, werd de parochiekerk van Sint-Salvator en Sint-Elooi aangeduid als bisschoppelijke kerk. De heilige Donatianus en de zalige Karel de Goede werden de patronen van het bisdom.
Toen in 1832 de secretaris van de bisschop van Gent tot hulpbisschop was aangesteld en in Brugge verbleef om het kerkelijk bestuur over de provincie West-Vlaanderen waar te nemen in afwachting van de kerkrechtelijke herinrichting van het bisdom, vestigde hij zich tijdelijk in de voormalige Duinenabdij aan de Potterierei. Na de heroprichting van het bisdom Brugge in 1834 werd het voormalige Hof van Pittem in de Heilige-Geeststraat de bisschoppelijke residentie. De provincie West-Vlaanderen is sinds 1834 eigenaar van het voormalige seminarie en stelt het gebouw ter beschikking van de bisschop. De verblijfplaats van de bisschop is tevens de zetel van de diocesane administratie.
In 1976 werd door het bisdom een woning aangekocht op het adres Sint-Salvatorskerkhof 18-19, voor de huisvesting van hulpbisschop Eugeen Laridon (1929-1999). Het huis, dat langs achter paalt aan de tuin van het bisschoppelijk paleis, werd de woonplaats van bisschop Jozef De Kesel (vanaf 2010) en van bisschop Lode Aerts (vanaf 2016). Het Hof van Pittem was voortaan uitsluitend de zetel van de diocesane administratie en niet meer de bisschoppelijke residentie.

## Galerij

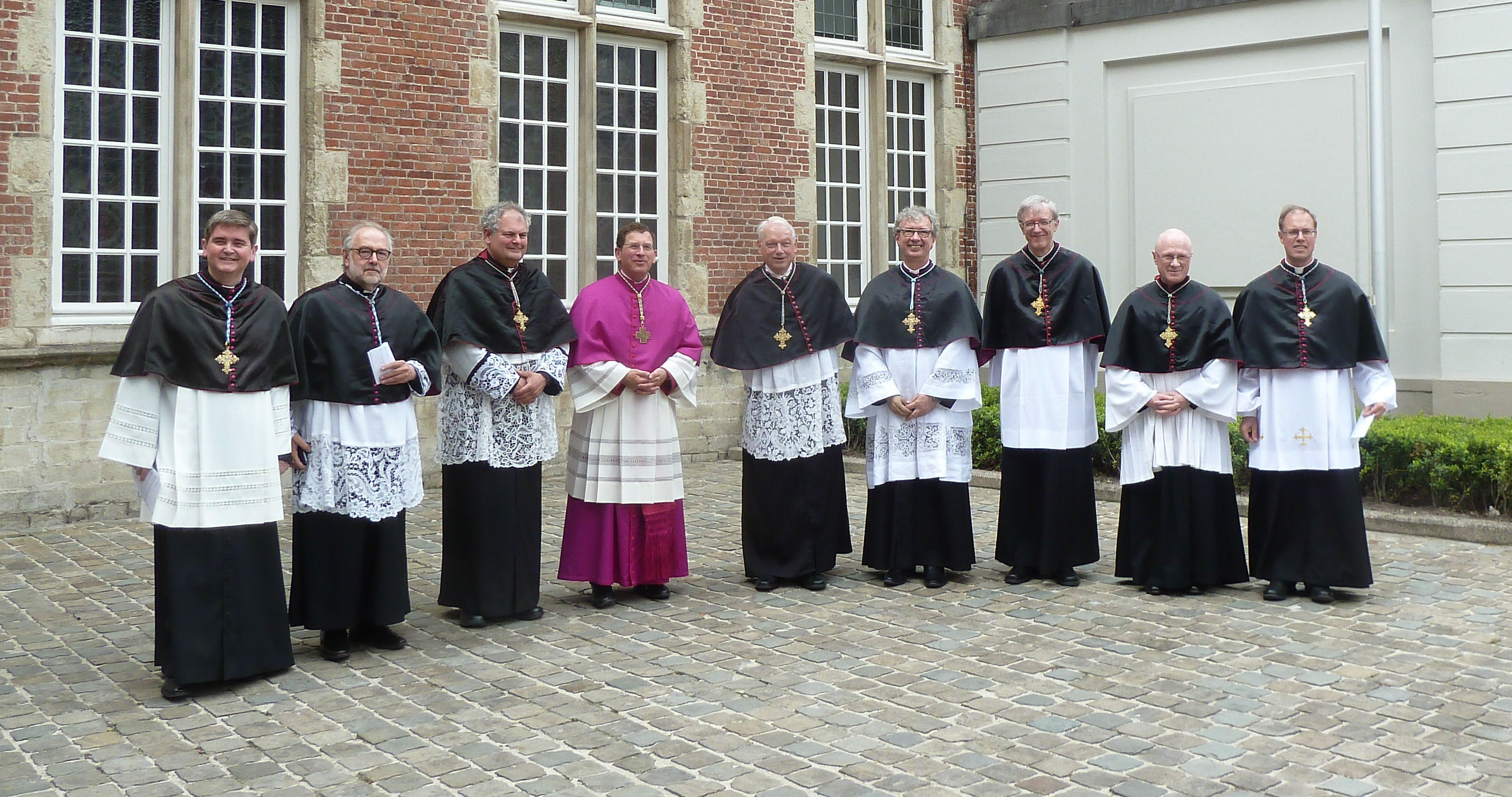
Leden van het Sint-Salvatorskapittel, Brugge.
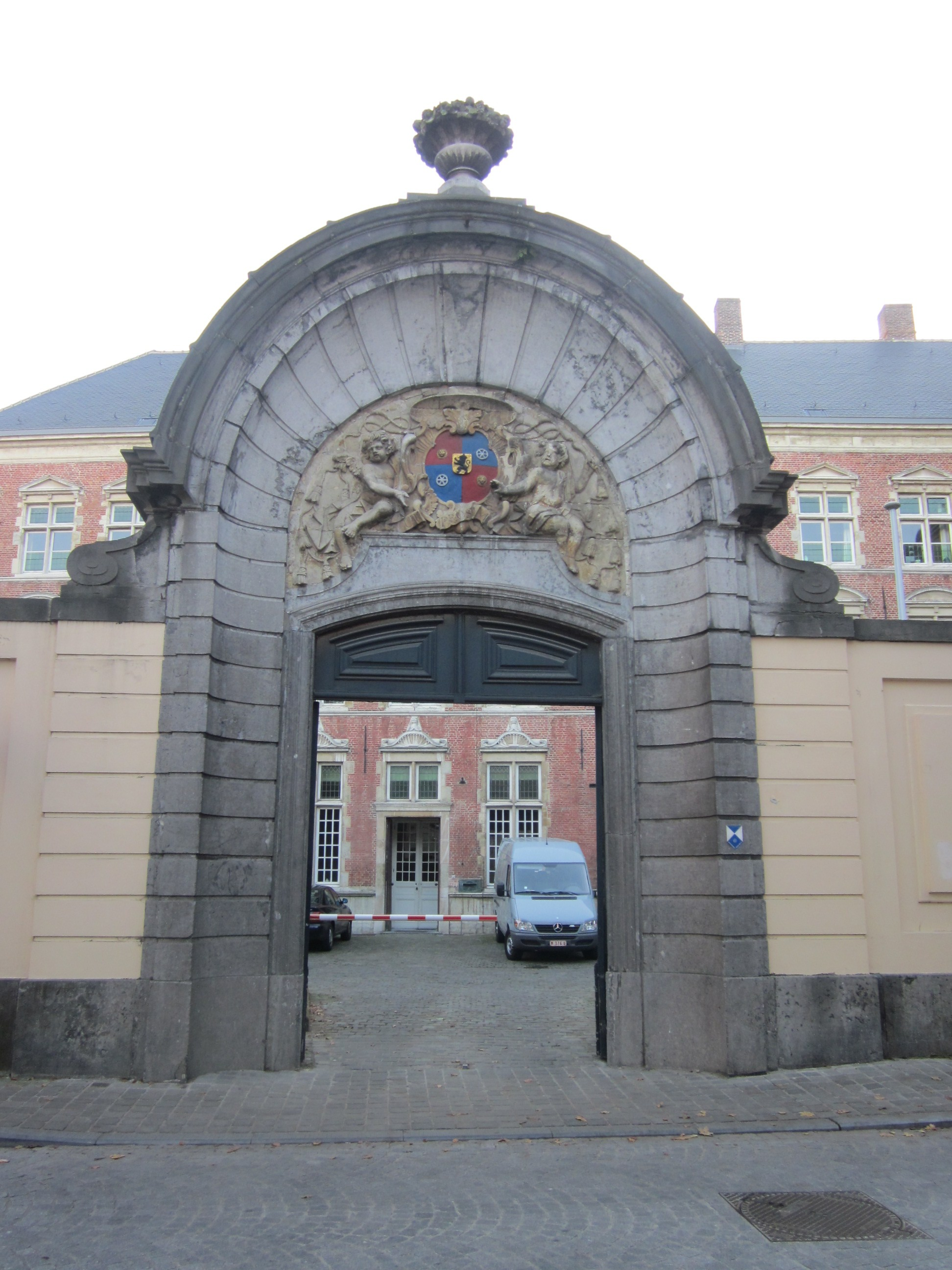
Poortgebouw van het Hof van Pittem

## Structuur

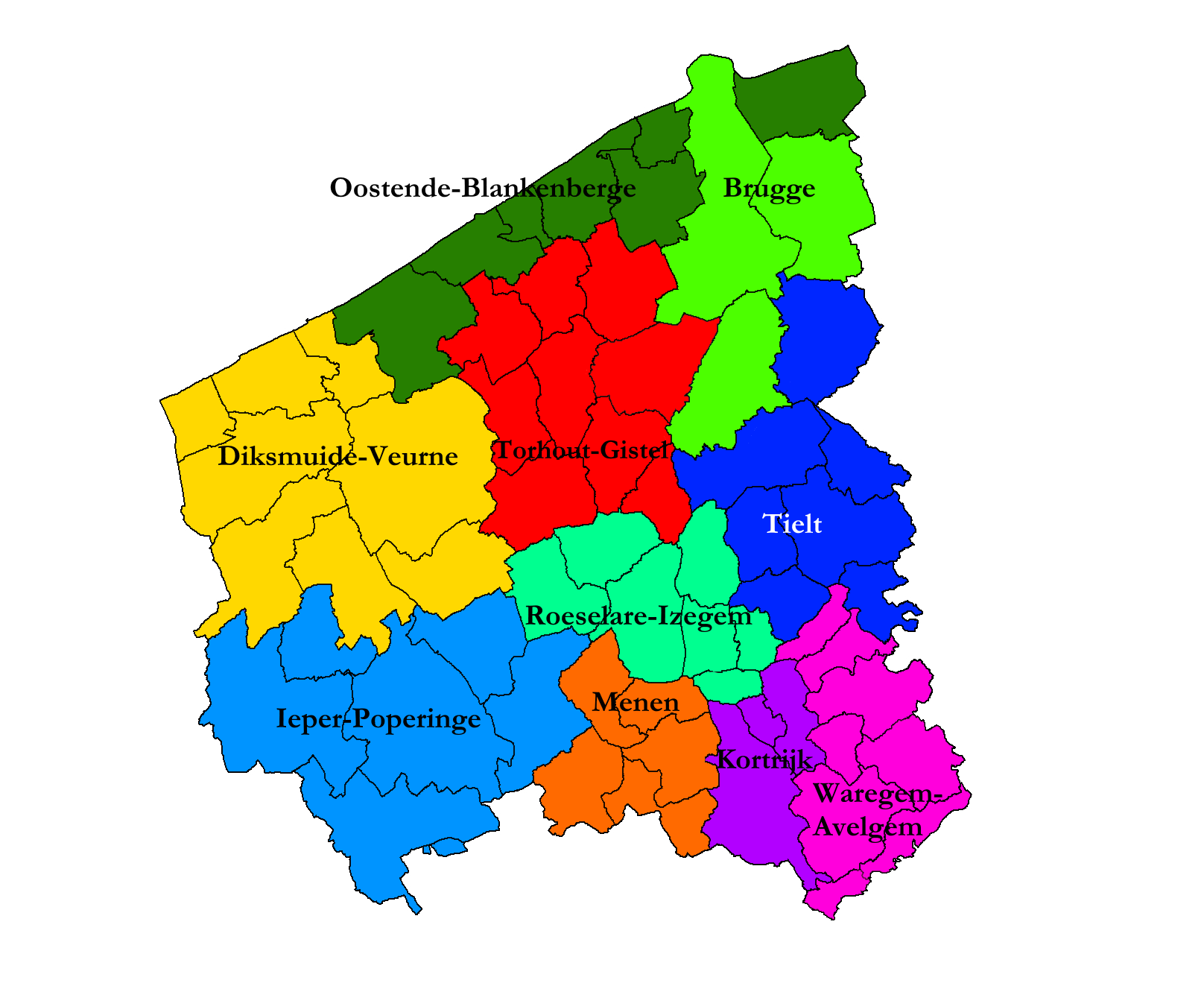
De 10 decanaten van het bisdom Brugge in november 2022.

Het bisdom Brugge omvat de volgende decanaten:
- Brugge
- Diksmuide-Veurne
- Ieper-Poperinge[2]
- Kortrijk
- Menen
- Oostende-Blankenberge
- Roeselare-Izegem
- Tielt
- Torhout-Gistel
- Waregem-Avelgem[3]

## Prelaten van het bisdom Brugge

### Bisschoppen
- Johan Bonny, bisschop van Antwerpen
- Maurits Gerard De Keyzer, hulpbisschop
- Koen Vanhoutte, hulpbisschop van Mechelen-Brussel
- Eugeen Laridon, hulpbisschop

### Kanunniken
- monseigeur Georges Colle, koninklijk aalmoezenier
- monseigenur Maurits Sabbe, hoogleraar, theoloog
- Joseph-Olivier Andries, historicus, prelaat
- Kamiel Callewaert, historicus, president van het grootseminarie
- Charles Carton, historicus,  stichter kloostercongregatie
- Paul Declerck, historicus, president van het grootseminarie
- Guido Maertens, moralist, hoogleraar, rector van de Katholieke Universiteit Leuven afdeling Kortrijk
- Marc Steen, vicaris-generaal

### Andere
- Daniel Alliët, sociaal voorvechter
- Paul Allossery, historicus, bibliothecaris
- Leo Bittremieux, missionaris, taalkundige<
- Jozef Brys, historicus, medestichter Wit-Gele Kruis
- Roger Burggraeve, moraaltheoloog
- Pieter Busschaert, componist
- Albert Cauwe, organisator
- Ludovicus Caytan, priester in revolutietijden
- Felix Dalle, schrijver, leraar en hoofdredacteur van Kerk en Leven
- Felix de Bethune, historicus
- Alberic Decoene, filosoof, pedagoog
- Jan De Cuyper, historicus
- Leo de Foere, politiek journalist, stichter kloostercongregatie
- Joris De Jaeger, aalmoezenier van de Vlaamse seizoenarbeiders in Frankrijk
- Alphonse De Leyn, historicus
- Alfons De Meester, historicus
- Adelbert Denaux, theoloog, hoogleraar
- Arthur De Schrevel, historicus
- Adolf Duclos, historicus, schrijver, stoetenbouwer
- Michiel English, historicus, archivaris
- Guido Gezelle, dichter, schrijver
- Placide Bernardus Haghebaert, schrijver, vertaler
- Baudouin Janssens de Bisthoven, historicus, archivaris
- Lode Monbaliu, historicus, leraar
- Kurt Priem, historicus, archivaris
- Gabriël Quicke, publicist, hoogleraar
- Henri Rommel, historicus
- Eric Vanden Berghe, president van het grootseminarie, schrijver
- Ferdinand Van de Putte, historicus
- Hugo Verriest, schrijver
- Cyriel Verschaeve, dichter, schrijver
- Antoon Viaene, historicus, uitgever, stoetenbouwer
- Amaat Vyncke, Pauselijk Zoeaaf, blauwvoet-studentenleider, Witte Pater, schrijver

## Heiligen en gedenkdagen in het bisdom
- H. Adalardus, abt (3 januari, vrije gedachtenis)
- Z. Johannes van Waasten, abt (29 januari, vrije gedachtenis)
- H. Mutien-Marie Wiaux, kloosterling (30 januari, vrije gedachtenis)
- H. Amandus, bisschop (6 februari, vrije gedachtenis)
- H. Bernadette Soubirous, maangd (18 februari, vrije gedachtenis)
- H. Eleutherius, bisschop (20 februari, vrije gedachtenis)
- Z. Karel de Goede, martelaar (2 maart, vrije gedachtenis)
- H. Coleta, maagd (6 maart, vrije gedachtenis)
- Z. Idesbald, abt (18 april, vrije gedachtenis)
- H. Ursmarus van Lobbes, bisschop (19 april, vrije gedachtenis)
- H. Bloed van O.H.-Jezus Christus (6 mei, vrije gedachtenis)
- H. Damiaan De Veuster, priester (10 mei, vrije gedachtenis)
- H. Medardus, bisschop (8 juni, vrije gedachtenis)
- H. Godelieve van Gistel, maagd en martelares (6 juli, vrije gedachtenis)
- Z. Edward Poppe, priester (10 juni, vrije gedachtenis)
- H. Lutgardis, maagd (16 juni, vrije gedachtenis)
- Kerkwijdingsfeest van de kathedrale kerk (20 juli)
- HH. Martelaren van Gorcum (9 juli, vrije gedachtenis)
- H. Maria Amendina, maagd en gezellen, martelares (10 juli, vrije gedachtenis)
- H. Juliana van Cornillon, maagd (7 augustus, vrije gedachtenis)
- H. Arnoldus, bisschop (16 augustus, vrije gedachtenis)
- H. Maria, moeder en middelares van genade, (31 augustus, vrije gedachtenis)
- H. Bertinus, abt (5 september, vrije gedachtenis)
- H. Audomarus, bisschop (9 september, vrije gedachtenis)
- Z. Isidoor van de Heilige Jozef, kloosterling (6 oktober, vrije gedachtenis)
- H. Donatianus, bisschop,  (14 oktober, (patroons)feest)
- H. Hubertus, bisschop (3 november, vrije gedachtenis)
- H. Willibrordus, bisschop (7 november, vrije gedachtenis)
- H. Albertus, bisschop en martelaar (24 november, vrije gedachtenis)
- H. Johannes Berchmans, bisschop en martelaar (26 november, vrije gedachtenis)
- H. Acharius, bisschop (27 november, vrije gedachtenis)